# Aéroport municipal de Storm Lake
L'aéroport municipal de Storm Lake (code IATA : SLB • code OACI : KSLB) est un aéroport municipal public situé à Storm Lake dans l'Iowa aux États-Unis. L'aéroport est principalement utilisé pour l'aviation générale.